# Taglio-Isolaccio
Taglio-Isolaccio es una comuna y población de Francia, en la región de Córcega, departamento de Alta Córcega. Perteneciente al distrito de Bastia y al cantón de Fiumalto-d'Ampugnani, es la comuna más poblada de dicho cantón.
Su población en el censo de 1999 era de 535 habitantes.

## Demografía
| 413 | 420 | 383 | 364 | 526 | 535 |
| Para los censos de 1962 a 1999 la población legal corresponde a la población sin duplicidades (Fuente: INSEE [Consultar]) |     |     |     |     |     |

- Datos: Q732069
- Multimedia: Taglio-Isolaccio / Q732069

1. ↑  Worldpostalcodes.org, código postal n.º 20230.
2. ↑  INSEE, Datos de población para el año 2012 de Taglio-Isolaccio (en francés).